# 齋藤透
齋藤 透（さいとう とおる、1870年〈明治3年3月〉 - 没年不明）は、明治から昭和時代前期の台湾総督府官僚。台東庁長。

## 経歴
金沢出身。加賀藩士・齋藤鎭里の五男。陸軍雇員として渡台。1896年（明治29年）3月、台南県警部を皮切りに、塩水港庁、澎湖庁、南投庁に歴任し、1916年（大正5年）7月、台東庁警務課長に任じた。ついで南投庁警視を経て、1920年（大正9年）9月、台中州能高郡守に任じ、同州大甲郡守、高雄州屏東郡守を歴任したのち、1924年（大正13年）台東庁長に就任した。